# Ken Colyer
Kenneth Colyer (18 de abril de 1928 - 8 de marzo de 1988) fue un trompetista y cornetista de jazz inglés, dedicado al jazz de Nueva Orleans. Su banda también era conocido por interludios skiffle.
Nació en Great Yarmouth, creció en Soho, Londres y era un miembro de un coro de la iglesia. Cuando su hermano mayor Bill (William John Colyer nació en 1922 - murió en enero de 2009) se fue a servir en la Segunda Guerra Mundial dejó a sus discos de jazz detrás, lo que influyó en Ken Colyer. Se unió a la Marina Mercante a los 17, viajó por todo el mundo y escuchó músicos de jazz famosos en Nueva York y Montreal.

## Discografía

### Singles
Ken Colyer's Jazzmen
- Decca F10241 "Goin' Home" / "Isle of Capri" (1954)
- Decca F10332 "La Harpe Street Blues" / "Too Busy" (1954)
- Decca F10504 "Early Hours" / "Cataract Rag" (1955)
- Decca F10519 "If I Ever Cease to Love You" / "The Entertainer" (1955)
- Decca F10565 "It Looks Like a Big Time Tonight" / "Red Wing" (1955)
- Decca FJ10755 "All the Girls Go Crazy About the Way I Walk" / "Dippermouth Blues" (1956)
- Tempo A117 "Just a Closer Walk with Thee" / "Sheik of Araby" (1956)
- Tempo A120 "If I Ever Cease to Love" / "Isle of Capri" (1956)
- Tempo A126 "My Bucket's Got a Hole in It" / "Wabash Blues" (1956)
- Tempo A136 "Maryland, My Maryland" / "The World is Waiting for the Sunrise" (1956)
- Columbia DB4676 "The Happy Wanderer" / "Maryland, My Maryland" (1961)
- Columbia DB4783 "Postman's Lament" / "Too Busy" (1962)

### Álbumes
- Decca Skiffle Sessions, Lake Records, LACD 7
- The Lost 1954 Royal Festival Hall Tapes, [Upbeat Jazz Records - 2004], URCD 198
- More Lost 1954 Royal Festival Hall Tapes, [Upbeat Jazz Records - 2008], URCD 205
- Live at York Arts Centre (1972), Upbeat, URCD 210
- The Crane River Jazz Band
- Club Session with Colyer